# Collision Course (Jay-Z e Linkin Park)
Collision Course è un EP del rapper statunitense Jay-Z e del gruppo musicale statunitense Linkin Park, pubblicato il 30 novembre 2004 dalla Warner Bros. Records e dalla Roc-A-Fella Records.
Il disco ha venduto oltre due milioni di copie solo negli Stati Uniti d'America e 4 600 000 copie in tutto il mondo. Si tratta inoltre del secondo EP (dopo Jar of Flies degli Alice in Chains) ad aver raggiunto la prima posizione nella Billboard 200.
Il titolo del disco sta a significare la diversificazione espressa dalle tracce presenti in esso, le quali uniscono le sonorità hip hop di Jay-Z con quelle nu metal dei Linkin Park.

## Antefatti
In occasione dei Grammy Awards 2004, Mike Shinoda rivelò che i Linkin Park avrebbero collaborato con Jay-Z per la realizzazione di un album per conto del programma televisivo MTV Ultimate Mash-Ups.

La rete permise a Jay-Z di scegliere un gruppo o un artista con cui realizzare i mash-up e in questo modo decise di contattare Shinoda, lavorando assieme su alcune tracce tramite e-mail. Successivamente, i due decisero che la scelta giusta sarebbe stata quella di riarrangiare e rielaborare alcune parti vocali invece di unire quelle già esistenti. Shinoda al riguardo disse:
 A questo punto, Shinoda chiese agli altri membri del gruppo di riarrangiare le parti strumentali e vocali per poi culminare con la decisione di pubblicare le nuove tracce. L'album è stato realizzato in soli quattro giorni.
Collision Course è la prima pubblicazione dei Linkin Park a presentare il logo della Parental Advisory a causa dei contenuti espliciti presenti in gran parte dei versi cantati da Jay-Z.
Un anno dopo la pubblicazione di Collision Course, Jay-Z divenne il produttore esecutivo dell'album The Rising Tied dei Fort Minor, progetto parallelo creato da Shinoda.

## Promozione
Collision Course è stato distribuito sul mercato mondiale a partire dal 30 novembre 2004. Il disco contiene un CD che racchiude i sei mash-up (sei brani di Jay-Z e sette dei Linkin Park) e un DVD che racchiude il making of dell'album e la seconda parte dell'esibizione avvenuta al Roxy Theatre del 18 luglio 2004.
Da Collision Course sono stati estratti i singoli Dirt Off Your Shoulder/Lying from You e Numb/Encore, pubblicati rispettivamente il 23 e il 30 novembre 2004. Numb/Encore ha ottenuto un grande successo radiofonico ed è rimasto nelle classifiche di tutto il mondo per oltre sei mesi, oltre ad aver vinto il Grammy Award alla miglior collaborazione con un artista rap nel 2005. Altri brani pubblicati promozionalmente furono Points of Authority/99 Problems/One Step Closer, pubblicato in Europa e negli Stati Uniti, e Izzo/In the End, pubblicato in Asia e in Francia.

## Accoglienza
Collision Course ricevette critiche miste. David Jeffries di AllMusic elogiò l'EP, considerandolo «incredibilmente divertente». K.B. Tindal di HipHopDX diede giudizi positivi, dicendo che il progetto «avrebbe ispirato artisti in grado di distinguersi musicalmente, ma anche di mantenere duramente le proprie differenze in fatto di generi». Steve Juon di RapReviews considerò l'EP «un esperimento ben riuscito».
Raymond Fiore di Entertainment Weekly recensì negativamente il disco, spiegando che la collaborazione è stata un «evento messo in atto poco e male, capace solo di imbruttire la musica di entrambi gli autori».

## Tracce
CD
1. Dirt Off Your Shoulder/Lying from You – 4:04 (Shawn Carter, Timothy Mosley, Linkin Park)
2. Big Pimpin'/Papercut – 2:35 (Shawn Carter, Timothy Mosley, Kyambo Joshua, Chad Butler, Bernard Freeman, Linkin Park)
3. Jigga What/Faint – 3:30 (Shawn Carter, Jonathan Burks, Timothy Mosley, Linkin Park)
4. Numb/Encore – 3:24 (Linkin Park, Shawn Carter, Kanye West)
5. Izzo/In the End – 2:44 (Shawn Carter, Kanye West, Berry Gordy, Alphonzo Mizell, Freddie Perren, Deke Richards, Linkin Park)
6. Points of Authority/99 Problems/One Step Closer – 4:57 (Linkin Park, Shawn Carter, Rick Rubin, Norman Landsberg, Felix Pappalardi, John Ventura, Leslie Weinstein, William Squier, Tracy Marrow, Alphonso Henderson)

DVD
1. Intro – 0:33
2. In the Studio – 4:00
3. Jay-Z Arrives – 7:41
4. Rehearsal – 2:33
5. Sound Check – 1:37
6. Dirt Off Your Shoulder/Lying from You – 4:29
7. Big Pimpin'/Papercut – 2:37
8. Jigga What/Faint – 4:09
9. Numb/Encore – 3:29
10. Izzo/In the End – 2:40
11. Points of Authority/99 Problems/One Step Closer – 7:47
12. End Credits – 3:27

## Formazione
Hanno partecipato alle registrazioni, secondo le note di copertina:
Musicisti
- Jay-Z – voce
- Linkin Park
  - Chester Bennington – voce
  - Rob Bourdon – batteria
  - Brad Delson – chitarra, arrangiamento
  - Joseph Hahn – giradischi, campionatore
  - Phoenix – basso
  - Mike Shinoda – voce, beat, pianoforte, arrangiamento

Produzione
- Mike Shinoda – produzione, missaggio, ingegneria del suono, direzione artistica
- John Ewing – ingegneria del suono
- Mark Kiczula – ingegneria del suono
- Brian "Big Bass" Gardner – mastering
- Shawn Carter – produzione esecutiva
- Linkin Park – produzione esecutiva
- Rob McDermott – produzione esecutiva
- John Menelly – produzione esecutiva
- Kimo Proudfoot – regia
- Matt Caltabiano – produzione DVD
- Kevin McCullogh – montaggio
- Chris Wright – montaggio
- Janet Haase – produzione esecutiva DVD
- Ted Hall – missaggio surround 5.1
- Bruce Balestier – assistenza al missaggio 5.1
- Mix Maglc – missaggio stereo DVD
- Ellen Wakayama – direzione creativa
- The Flem – direzione artistica, copertina, grafica
- David Choe – illustrazione
- Lawrence Azerrad – direzione artistica aggiuntiva, grafica aggiuntiva
- Greg Watermann – fotografia

## Classifiche
| Classifica (2004-05)      | Posizione massima |
| ------------------------- | ----------------- |
| Australia                 | 8                 |
| Austria                   | 5                 |
| Belgio (Fiandre)          | 19                |
| Belgio (Vallonia)         | 17                |
| Canada                    | 6                 |
| Danimarca                 | 7                 |
| Francia                   | 20                |
| Germania                  | 5                 |
| Italia                    | 19                |
| Malaysia                  | 1                 |
| Nuova Zelanda             | 4                 |
| Norvegia                  | 1                 |
| Paesi Bassi               | 9                 |
| Portogallo                | 4                 |
| Regno Unito               | 15                |
| Spagna                    | 60                |
| Stati Uniti               | 1                 |
| Stati Uniti (R&B/hip-hop) | 3                 |
| Stati Uniti (rap)         | 3                 |
| Svezia                    | 9                 |
| Svizzera                  | 2                 |